# Українсько-нікарагуанські відносини
Українсько-нікарагуанські відносини — відносини між Україною та Республікою Нікарагуа.
Нікарагуа визнала незалежність України 30 листопада 1992 року, того ж дня країни встановили дипломатичні відносини.
Інтереси громадян України в Республіці Нікарагуа захищає Посольство України на Кубі.

## Політичні стосунки
У 2020 р. режим Даніеля Ортеги відкрив «почесне консульство» Нікарагуа в окупованому Криму, на що МЗС України відреагував нотою протесту. З 2021 р. Україна запровадила санкції проти Нікарагуа.
У 2022 р. диктатор Даніель Ортега був серед лідерів країн, які відкрито підтримали російську збройну агресію. Ця позиція залишається незмінною і відобразилася у подальших голосуваннях делегації Нікарагуа в ООН з питань російсько-української війни та допомоги України.
Попри це, а також відсутність посольств у столицях обох держав, підтримуються дипломатичні стосунки через посольства, розташовані у третіх країнах. Громадяни України мають право на безвізовий в'їзд до Нікарагуа.

## Торгівля
За підсумками 2021 року експорт товарів України до Нікарагуа склав 180,8 тис.дол. США і порівняно з 2020 року зменшився на 45 %. Імпорт склав 334,7 тис.дол. США, що відповідає 3,5 % рівня 2020 року Сальдо є негативним і становить 153,9 тис.дол. США.
В експорті до Нікарагуа переважали засоби наземного транспорту, крім залізничного (35,9 % всього експорту), значну частку імпорту становили риба і ракоподібні (67,7 %).